# 卡爾克湖 (柏林附近呂德爾斯多夫)
52°27′33.24″N 13°46′10.62″E / 52.4592333°N 13.7696167°E

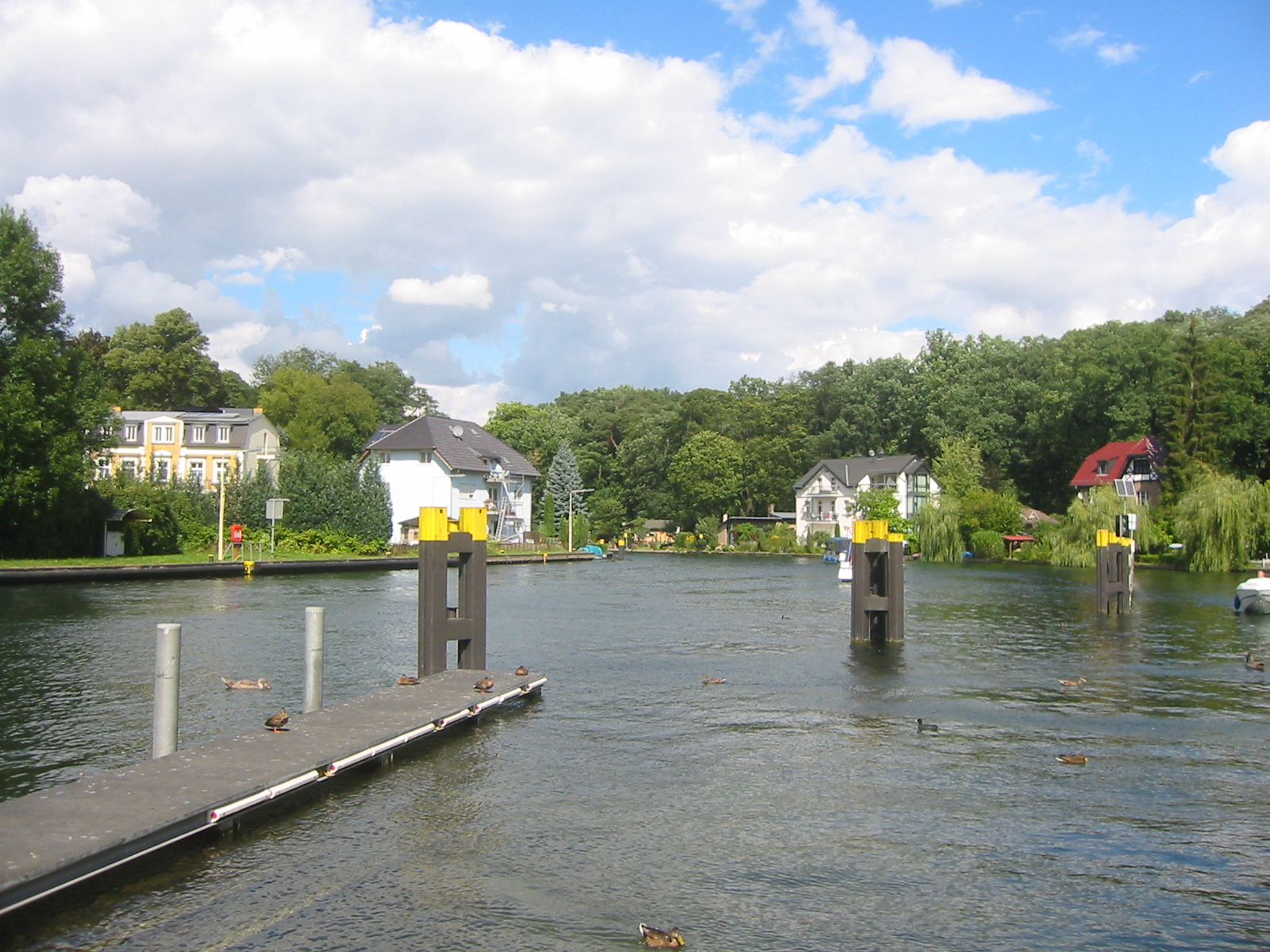

卡爾克湖（德語：Kalksee），是德國的湖泊，位於該國西南部，由勃蘭登堡州負責管轄，處於柏林附近呂德爾斯多夫以南，長1.9公里、寬0.6公里，面積0.84平方公里，海拔高度10米。